# Поет Алонсо Ерсілья і Суньїга
«Поет Алонсо Ерсілья і Суньїга» — портрет пензля школи Ель Греко. Вітні (No.X-191), і. до нього Азнар (no.739) приписують цей портрет школі Ель Греко кінця XVI століття. Каталог Ермітажу А. І. Сомова приписував портрет пензлю самого Ель Греко, за ним це твердження повторює каталог Cossio 1908 року. Але пізніші дослідники творчості митця з цим не погоджуються.

## Поет, що їздив до Чилі у 1555
Батько поета Алонсо де Ерсілья-і-Суньїга був відомим юристом, але помер, коли хлопцю виповнився один рік. Мати була придворною дамою принцеси Марії, сестри короля Філіпа. І коли та вийшла заміж за ерцгерцога Максиміліана, виїхала до Чехію разом з принцесою. Хлоця виховували няньки, а потім зробили пажом у Філіпа ІІ. Разом з ним він подорожував Європою, був у Люксембургу, Німеччині, Італії, Австрії, Угорщині, приїздив до матері у Чехію.
Був навіть у Англії. Під час палацових свят в Лондоні зустрівся з адміралами, що прибули з Перу та Чилі. Непосидючий аристократ, звиклий до комфорту і безпеки, домовився про подорож в Чилі. Подорож до Чилі відбулась, але мало нагадувала приємні мандри по Європі. В Чилі йшла війна, і Алонсо навіть узяв участь в покаранні місцевих індіанців — арауканів. Звичайно ж, він був на боці співвітчизників-іспанців. Загарбницькі війни, що вели іспанці в Америці, він сприймав як героїчні вчинки. І в цьому питанні не піднявся над обмеженим рівнем своїх співвітчизників-завойовників. Сім років потому повернувся в Європу, де спостереження подій в Чилі відобразив в героїчній поемі «Араукана». Військову міць тодішньої супердержави Іспанії він і уславив в своїй поемі.
Видання мало поширення в Іспанії. Поему навіть згадав в книзі «Дон Кіхот» сам Сервантес.

## Портрет пензля Ель Греко
Поет знову відвідав Чехію, бо там померла мати і залишилась сестра. Його тепло приймав королівський двір. А імператор Рудольф ІІ, що сам виховувався в Іспанії, звернувся до поета, щоб той вислав свій портрет для галереї відомих іспанців, яку влаштував в своєму палаці. Отже, поет замовляв свої портрети. Один з них і намалював Ель Греко.
Портрет, що зберігає Ермітаж, довгий час перебував в Іспанії. Там його і придбав Кузвельт, що перепродав збірку іспанських картин у Петербург. Художник подав лише голову поета, увінчану лавровим вінцем на зразок уславлених античних поетів. Страшні війни і небезпечні події 16 століття постирали усмішки з обличчя поета. Прийшли зрілість і мудрість. Поет і художник навчилися приховувати все більше і більше, що і зафіксував невеличкий портрет.